# Intercommunale voor Teraardebestelling
De Intercommunale voor Teraardebestelling (Frans: Intercommunale d'Inhumation) heeft als doel begrafenissen op een openbare begraafplaats mogelijk te maken volgens de gebruiken of voorschriften van de door de Belgische Staat erkende erediensten. Omdat geloofsgemeenschappen vaak een eigen manier van begraven hebben, kunnen zij niet altijd terecht op conventionele begraafplaatsen.
De intercommunale werd op 22 december 1999 opgericht door de Gemeente Schaarbeek, de Gemeente Sint-Agatha-Berchem, de Stad Brussel, de Gemeente Sint-Jans-Molenbeek en de Gemeente Sint-Joost-ten-Node als een coöperatieve vennootschap met beperkte aansprakelijkheid. In 2002 traden de Gemeente Elsene, de Gemeente Ganshoren en de Gemeente Sint-Gillis toe tot de intercommunale. Nog later traden ook de Gemeente Evere, de Gemeente Koekelberg en de Gemeente Ukkel toe.
In april 2002 opende de intercommunale de eerste multiconfessionele begraafplaats in de Belgische hoofdstad. De  begraafplaats is gelegen te Evere, aan het kruispunt tussen de Jules Bordetlaan en de Eversestraat. In 2002 werd een islamitisch perceel geopend, in 2004 een orthodox en in 2009 een joods. In 2019 waren twee percelen van de Begraafplaats van Evere voorzien voor de multiconfessionele begraafplaats, maar door het grote succes dreigde de begraafplaats snel vol te geraken. Om deze reden neemt de begraafplaats een perceel over van de Begraafplaats van Schaarbeek, die vlakbij in Zaventem ligt.